# Fosdyke
Fosdyke är en ort och civil parish i Storbritannien.   Den ligger i grevskapet Lincolnshire och riksdelen England, i den sydöstra delen av landet, 150 km norr om huvudstaden London. Fosdyke ligger 4 meter över havet och antalet invånare är 486.
Terrängen runt Fosdyke är mycket platt. Runt Fosdyke är det ganska tätbefolkat, med 96 invånare per kvadratkilometer. Närmaste större samhälle är Boston, 10,7 km norr om Fosdyke. Trakten runt Fosdyke består till största delen av jordbruksmark.